# Nino Manfredi
Saturnino "Nino" Manfredi (Castro dei Volsci, 22 de marzo de 1921 - Roma, 4 de junio de 2004) fue un actor, doblador, director teatral, director de cine, guionista y cantante italiano; destacado por ser parte de uno de los más destacados intérpretes del género commedia all'italiana.
Polifacético e incisivo, fue uno de los más valiosos y apreciados miembros del cine italiano, durante su dilatada carrera alternó papeles cómicos y dramáticos con notable efectividad, obteniendo numerosos premios, incluidos seis premios David di Donatello, seis premios Nastro d'Argento y el Prix de la première oeuvre (Premio a la mejor ópera prima) en el Festival Internacional de Cine de Cannes de 1971 por Per grazia ricevuta. Sus interpretaciones de personajes marginados de la clase trabajadora pero "en posesión de su dignidad, moralidad y optimismo subyacente", fue referido como "uno de los pocos actores verdaderamente completos del cine italiano".

## Primeros años
Manfredi nació en Castro dei Volsci, Frosinone, en una humilde familia de agricultores. Su padre era parte de la Polizia di Stato, donde alcanzaría el rango de mariscal; a principios de la década de 1930 fue trasladado a Roma, donde Nino y su hermano menor Dante pasaron su infancia en el popular barrio de San Giovanni. En 1937, Nino enfermó gravemente de pleuresía bilateral, y después de que un médico le diera sólo tres meses de vida, permaneció varios años hospitalizado en un sanatorio; allí aprendió a tocar un banjo construido por él mismo y entró en la banda musical del hospital. Para complacer a su familia, en octubre de 1941 se matriculó en la Facultad de Derecho de la universidad, pero ya aquel año comenzó a mostrar un interés y una inclinación natural por los escenarios, debutando como presentador y actor en el teatro de una parroquia de Roma.
Después del 8 de septiembre de 1943, para evitar el servicio militar obligatorio, se refugió durante un año con su hermano en las montañas sobre Cassino. Regresó a Roma en 1944, donde reanudó sus estudios universitarios y, al mismo tiempo, se matriculó en la Accademia Nazionale di Arte Drammatica. En octubre de 1945 se licenció en derecho con una tesis en derecho penal, sin ejercer nunca la profesión, y en junio de 1947 se graduó en la Academia.

## Carrera

### Inicios
Manfredi hizo su debut oficial en el escenario en 1947, trabajando en obras de teatro dirigidas por Luigi Squarzina y Vito Pandolfi. El mismo año entró en la compañía de teatro Maltagliati-Gassman, actuando principalmente en papeles dramáticos. En 1948 entró en la compañía del Piccolo Teatro di Milano con Giorgio Strehler, interpretando tragedias como Romeo y Julieta y La tormenta. El mismo año comenzó a trabajar en la radio como comediante e imitador. En 1949, hizo su debut cinematográfico en el melodrama Monastero di Santa Chiara. En 1952 trabaja con Eduardo De Filippo en Tre atti unici, junto a Tino Buazzelli, Paolo Panelli y Bice Valori. El mismo año entró en la compañía de revistas de las hermanas Nava y empezó a trabajar como actor de doblaje y doblador. En 1955 participó en sus primeras películas de alto perfil, Lo scapolo de Antonio Pietrangeli y Gli innamorati de Mauro Bolognini.

### Primeros éxitos
En 1958, Manfredi consiguió sus primeros papeles cinematográficos como actor principal. El mismo año formó una compañía de revistas con Delia Scala y Paolo Panelli, obteniendo cierto éxito con el musical Un trapezio per Lisistrata. En 1959, el trío fue llevado por la RAI como presentador de Canzonissima: el espectáculo marcó el punto de inflexión en la carrera de Manfredi, que gozó de una gran popularidad, principalmente gracias a la "macchietta" (es decir, caricatura cómica) del "Barman de Ceccano". El éxito le consiguió de inmediato un contrato con Dino De Laurentiis, a quien abandonó después de un año para tener la libertad de elegir sus proyectos favoritos.

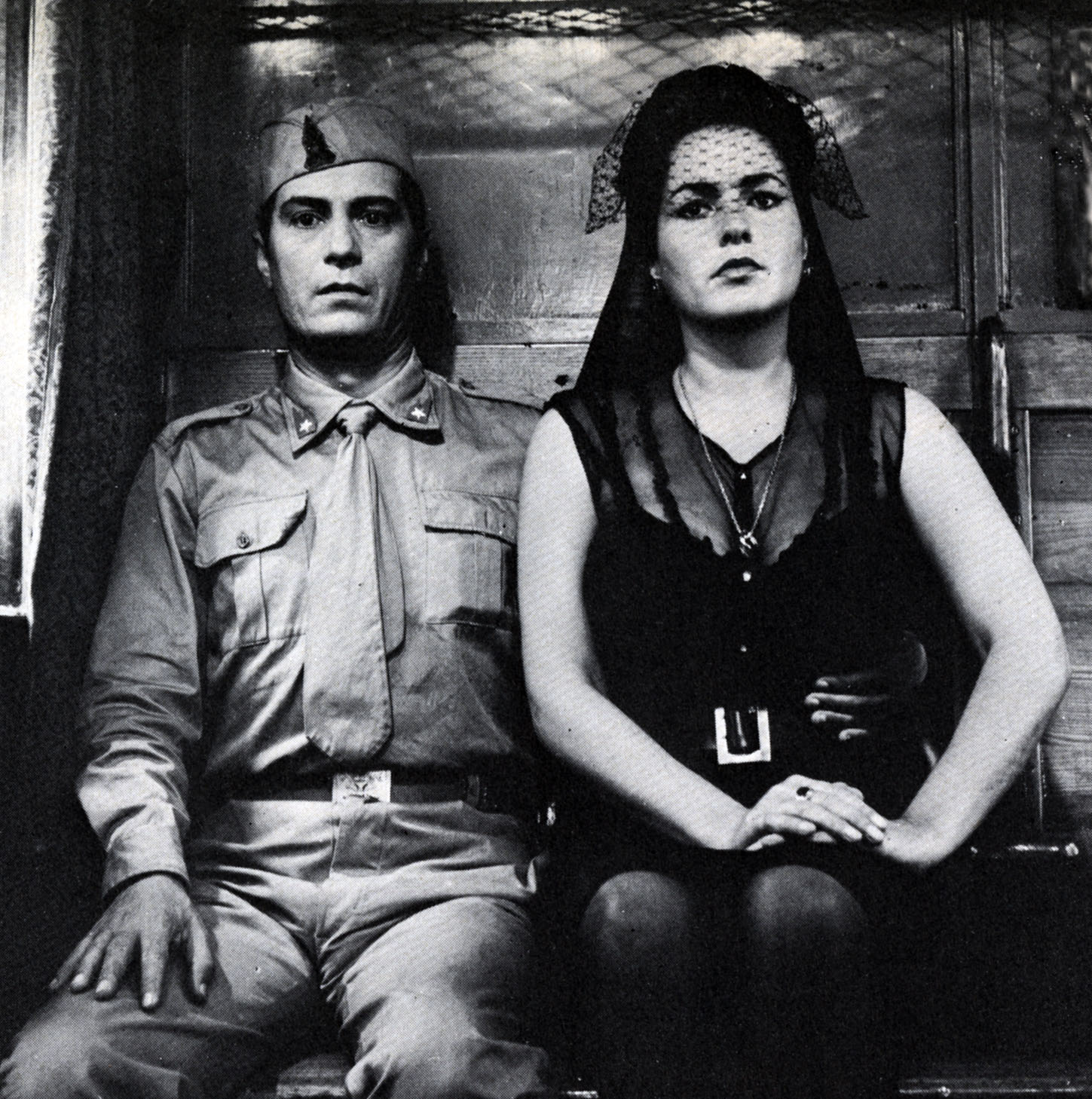
Manfredi y Fulvia Franco en un fotograma del episodio "L'avventura di un soldato", adaptación de la novela corta homónima de Italo Calvino, parte de la película de 1962 L'amore difficile.

En 1962, Manfredi disfrutó de un éxito aún mayor interpretando el papel principal en el musical Rugantino, realizando giras por Canadá, Estados Unidos y Argentina. El mismo año dirigió el segmento apreciado por la crítica "L'avventura di un soldato" en la película de antología L'amore difficile.

### Protagonista de la Commedia all'italiana
A partir de 1960, tras el papel protagonista en la película El empleado, se convirtió en uno de los pilares principales de la comedia a la italiana. Convencía no sólo en papeles cómicos, sino también en personajes más dramáticos. Los papeles que interpreta son hombres fundamentalmente optimistas, en posesión de una dignidad propia, destinados inevitablemente a la derrota, pero nunca humillados. Gracias a sus dotes de amarga ironía sus personajes consiguen a veces sobresalir sobre el hipotético vencedor.
A partir de la segunda mitad de la década de 1960, Manfredi se convirtió en uno de los principales actores del cine italiano, protagonizando algunas de las películas más exitosas y aclamadas por la crítica del género Commedia all'italiana, a menudo dirigidas por Dino Risi.  En 1969, con Nell'anno del Signore, inició una fructífera colaboración con el director Luigi Magni. En el mismo periodo comenzó a colaborar, a menudo sin acreditar, en los guiones de sus películas.

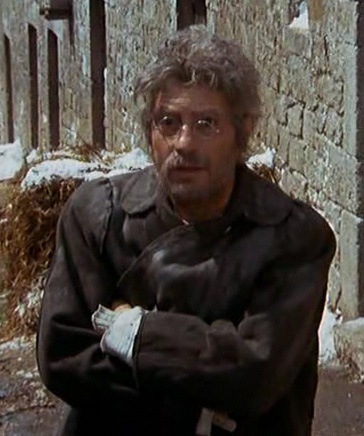
Manfredi como Geppetto en la miniserie Le avventure di Pinocchio, transmitida por la Rai 1 en 1972.

En 1970, obtuvo un gran éxito musical con la canción «Tanto pe' cantà» de Ettore Petrolini; la canción se estrenó, fuera de competición, en el Festival de la Canción de San Remo y alcanzó el tercer puesto en el hit parade italiano. En 1971, hizo su debut cinematográfico como director con la película semiautobiográfica Las tentaciones de Benedetto, con la que obtuvo elogios casi unánimes de la crítica, ganando el Premio a la Mejor Obra Cinematográfica en el Festival de Cannes y el Globo d'oro a Mejor Ópera Prima, dos Nastro d'argento (al mejor guion y mejor historia original) y un Premio David de Donatello. En 1972, obtuvo un gran éxito televisivo interpretando a Geppetto en Le avventure di Pinocchio, adaptado por Luigi Comencini. En la década de 1970 y principios de la de 1980, continuó alternando obras de alto perfil y comedias menos ambiciosas, entre las que se cuentan al inmigrante marginado de Pane e cioccolata (1973), el trabajador idealista de C'eravamo tanto amati (1974), el patriarca del viejo barrio de chabolas de Brutti, sporchi e cattivi (1976), el magistrado vaticano en In nome del Papa Re (1977) y el abusivo vendedor de café en Café Express (1980).

### Último papel
Su último papel fue el de "Galápago" en la película que se estrenó póstumamente La luz prodigiosa, dirigida por Miguel Hermoso. Manfredi interpretó a un personaje privado de memoria, y que es salvado de la muerte por un pastor durante la guerra civil española, e ingresado durante cuarenta años en un manicomio; finalmente se descubriría que esta persona era el poeta Federico García Lorca. Se trata de una interpretación muy alabada por la crítica, elaborada casi sin palabras, hecha sólo de miradas fijas.
En septiembre de 2003, sufrió una afección cardíaca. Ingresado en un hospital, no se recuperó completamente. Murió el 4 de junio de 2004, a los 83 años, un año y cuatro meses después del fallecimiento de Alberto Sordi. Estaba casado desde 1955 con Erminia Ferrari, y tuvo con ella tres hijos: la productora Roberta, el director Luca y Giovanna. La cuarta hija Tonina nació de una relación con la joven búlgara Svetlana Bogdanova.

## Honores póstumos
El equipo del observatorio astronómico de Campo Catino, en una ceremonia desarrollada el 5 de febrero de 2007 bautizó el asteroide (73453) Ninomanfredi con su nombre, en recuerdo del artista.

## Filmografía

### Actor cinematográfico
- Monastero di Santa Chiara (Napoli ha fatto un sogno), Mario Sequi (1949).
- Torna a Napoli, Domenico Gambino	(1949).
- Anema e core, Mario Mattòli	(1951).
- Viva il cinema!, Enzo Trapani	(1952).
- La prigioniera della torre di fuoco, Giorgio Walter Chili	(1952).
- Ho scelto l'amore, Mario Zampi	(1952).
- La domenica della buona gente, Anton Giulio Majano	(1953).
- Ridere, ridere, ridere, episodio Al Night Club Bar Zellette, Edoardo Anton	(1954).
- Gli innamorati, Mauro Bolognini	(1955).
- Prigionieri del male, Mario Costa	(1955).
- Non scherzare con le donne, Giuseppe Bennati	(1955).
- Lo scapolo, Antonio Pietrangeli	(1955).
- Guardia, guardia scelta, brigadiere e maresciallo, Mauro Bolognini	(1956).
- Totò Peppino e la... malafemmina, Camillo Mastrocinque	(1956).
- Tempo di villeggiatura, Antonio Racioppi y Luigi Zampa	(1956).
- Susanna tutta panna, Stefano Vanzina (1957).
- Camping, Franco Zeffirelli (1957).
- Femmine tre volte, (1957).
- Guardia, ladro e cameriera,	(1958).
- Caporale di giornata, Gianni Puccini	(1958).
- Adorabili e bugiarde, Nunzio Malasomma	(1958).
- Pezzo, capopezzo e capitano, Wolfgang Staudte	(1958).
- Carmela è una bambola, (1958).
- Venezia, la luna e tu, Dino Risi	(1958).
- I ragazzi dei Parioli, Sergio Corbucci	(1959).
- Audace colpo dei soliti ignoti, Nanni Loy	(1959).
- L'impiegato, (1960)
- Le pillole di Ercole, Luciano Salce	(1960).
- Crimen, Mario Camerini	(1960).
- Il giudizio universale, Vittorio De Sica	(1961).
- A cavallo della tigre, Luigi Comencini	(1961).
- Il carabiniere a cavallo, Carlo Lizzani	(1961).
- Anni ruggenti, Luigi Zampa (1962).
- I motorizzati, Camillo Mastrocinque	(1962).
- L'amore difficile, episodio L'avventura di un soldato, Nino Manfredi	(1962).
- La parmigiana, Antonio Pietrangeli	(1962).
- El verdugo , Luis García Berlanga (1963).
- I cuori infranti, episodio E vissero felici..., Gianni Puccini	(1963).
- Alta infedeltà, episodio Scandaloso, Franco Rossi (1963).
- Le bambole, episodio La telefonata, Dino Risi	(1964).
- Controsesso, episodio Cocaina di domenica Franco Rossi y Una donna d'affari Renato Castellani	(1964).
- Questa volta parliamo di uomini, Lina Wertmüller	(1964).
- Il gaucho, Dino Risi	(1964).
- Io, io, io... e gli altri, Alessandro Blasetti	(1965).
- Made in Italy, Nanni Loy	(1965).
- Thrilling, episodio Il vittimista, Ettore Scola	(1965).
- I complessi, episodio Una giornata decisiva, Dino Risi	(1965).
- Io la conoscevo bene, Antonio Pietrangeli	(1965).
- Straziami ma di baci saziami, Dino Risi	(1966).
- Una rosa per tutti, Franco Rossi (1966).

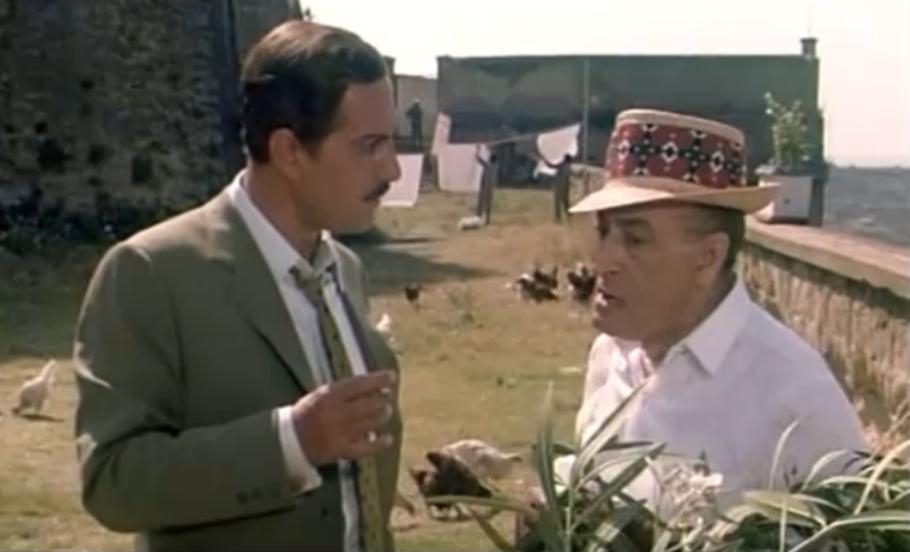
Nino Manfredi y Totò en la película de 1966 Arreglo de cuentas en San Genaro, de Dino Risi.

- Arreglo de cuentas en San Genaro (Operazione San Gennaro), Dino Risi (1966).
- Adulterio all'italiana, Pasquale Festa Campanile	(1966).
- Italian secret service, Luigi Comencini	(1967).
- Il padre di famiglia, Nanni Loy	(1967).
- Riusciranno i nostri eroi a ritrovare l'amico misteriosamente scomparso in Africa?, Ettore Scola	(1968).
- Nell'anno del Signore, Luigi Magni	(1969).
- Vedo nudo, di Dino Risi	(1969).
- Rosolino Paternò soldato, Nanni Loy	(1970).
- Contestazione generale, episodio Concerto a tre pifferi, Luigi Zampa	(1970).
- Per grazia ricevuta, Nino Manfredi	(1971).
- La Betia ovvero in amore per ogni gaudenzia ci vuole sofferenza, Gianfranco De Bosio (también guionista)	(1971).
- Roma bene, Carlo Lizzani	(1971).
- Trastevere, Fausto Tozzi	(1971).
- Le avventure di Pinocchio, Luigi Comencini (emitida por televisión en una versión más larga)	(1972).
- Girolimoni, il mostro di Roma, Damiano Damiani	(1972).
- Lo chiameremo Andrea, de Vittorio De Sica	(1973).
- Pane e cioccolata, Franco Brusati (también argumento y guion cinematográfico, 1974).
- C'eravamo tanto amati, Ettore Scola	(1974).
- Attenti al buffone, Alberto Bevilacqua	(1975).
- Brutti, sporchi e cattivi, Ettore Scola	(1975).
- Basta che non si sappia in giro...!, episodio Il superiore Luigi Magni y L'equivoco Luigi Comencini	(1976).
- Quelle strane occasioni, episodio Il cavalluccio svedese, 	(1976).
- Signore e signori, buonanotte, episodio Il Santo Soglio, Luigi Magni	(1976).
- In nome del Papa Re, Luigi Magni (1977).
- La mazzetta, Sergio Corbucci (1978).
- Cocco mio (Gros calin), Jean-Pierre Rowson	(1979).
- El juguete (Il giocattolo), Giuliano Montaldo (1979).
- Café Express, Nanni Loy	(1980).
- Nudo di donna, Nino Manfredi	(1981).
- Spaghetti House, Giulio Paradisi	(1982).
- Testa o croce, episodio Il figlio del beduino, Nanni Loy (1982).
- Questo e quello, Sergio Corbucci	(1983).
- Grandi magazzini, Castellano y Pipolo (1986).
- Il tenente dei carabinieri, Maurizio Ponzi (1986).
- Secondo Ponzio Pilato, Luigi Magni	(1987).
- I picari, Mario Monicelli	(1987).
- Napoli-Berlino, un taxi nella notte (Helsinki-Napoli all night long), Mika Kaurismaki (1988).
- In viaggio con Alberto (Alberto Express), Albert Joffé (1990).
- In nome del popolo sovrano, Luigi Magni (1991)
- Mima, Philippe Esposito	(1991)
- L'olandese volante (Der flegende Hollander), Jos Stelling (1995)
- Colpo di luna, Alberto Simone	(1995).
- Grazie di tutto, Luca Manfredi	(1998).
- La carbonara, Luigi Magni	(1999).
- Una milanese a Roma, Diego Febbraro	(2001).
- Apri gli occhi e... sogna, Rosario Errico	(2002).
- La luz prodigiosa, Miguel Hermoso (2003).

### Actor televisivo
- La vita di Gesù (1975).
- Julianus barát, Gábor Koltay (1991).
- Un commissario a Roma, Ignazio Agosta y Luca Manfredi (serie) (1992).
- Linda e il brigadiere, Gianfrancesco Lazotti y Roberto Giannarelli (serie) (1997).

1. Padre e figlia
2. Caccia e pesca
3. La porta chiusa
4. La turista scomparsa
5. La bellezza dell'asino
6. L'asciugamano scomparso
7. La morale della formica
8. La dottoressa della USL

- Linda e il brigadiere 2, Gianfrancesco Lazotti (serie) (1998).

1. Il fratello di Linda
2. Il cappotto scambiato
3. La pensione rubata
4. L'occhio discreto

- Dio ci ha creato gratis, Angelo Antonucci (1998).
- Linda, il brigadiere e..., Alberto Simone (serie) (1999).
- Meglio tardi che mai, Luca Manfredi (1999).
- Una storia qualunque, Alberto Simone (2000).
- Un difetto di famiglia, Alberto Simone (2002).
- Chiaroscuro, Tomaso Sherman (2003).
- La notte di Pasquino, Luigi Magni (2003).
- Un posto tranquillo, Luca Manfredi (2003).

### Director
- L'amore difficile, episodio L'avventura di un soldato (1962).
- Per grazia ricevuta (1970).
- Nudo di donna (1981).

## Premios y distinciones
Festival Internacional de Cine de Cannes
| Año  | Categoría                | Película            | Resultado |
| ---- | ------------------------ | ------------------- | --------- |
| 1971 | Premio al primer trabajo | Per grazia ricevuta | Ganadora  |